# Ambassade des États-Unis en Belgique
L'ambassade des États-Unis en Belgique est la représentation diplomatique des États-Unis d'Amérique auprès de la Belgique.

## Ambassade
Elle est située 27 boulevard du Régent, B-1000, Bruxelles.
En 2022, l'ambassade a annoncé son intention de déménager dans un nouveau bâtiment rue Cours Saint-Michel à Etterbeek.